# Parc zoologique de Riga
Le parc zoologique de Riga (letton : Rīgas Zooloģiskais dārzs) est un parc zoologique situé dans le quartier de Mežaparks à Riga en Lettonie.

## Présentation
Le parc zoologique est situé dans le quartier Mežaparks, à côté du parc Mežaparks, sur la rive ouest du lac Ķīšezers.
Le zoo abrite environ 4 000 animaux de près de 500 espèces et est visité par 250 à 300 000 visiteurs chaque année.
En 2022, le zoo a présenté un plan de transformation en bioparc quatre saisons appelé Masterplan 2035. En sept étapes, dont Himalaya est la première, le zoo sera rénové en rendant l'expérience du visiteur plus immersive. 
Les expositions d'animaux prévues dans Himalaya comprennent le léopard des neiges, le manul, le takin, le gypaète barbu et d'autres espèces.

## Expositions
- Maison des girafes
- Maison tropicale
- Maison des zèbres
- Enclos des paons
- Berceau des loups à crinière
- Maison des chameaux
- Maison des chouettes de Lettonie
- Colline des chèvres
- Site européen des espèces menacées
- Maison des amphibiens et reptiles de Lettonie
- Aquarium
- Maison des flamants roses
- Maison des prédateurs
- Maison des macaques japonais
- Exposition de lémuriens et de tortues des Galapagos
- Ferme des animaux domestiques de Lettonie
- Maison des éléphants, hippopotames et tapirs
- Terrarium
- Enclos à des espèces à sabots
- Maison des oiseaux de proie
- Maison des grues et des pélicans
- Maison des kangourous
- Maison des ours
- Bassins à phoques et à sauvagine

## Galerie

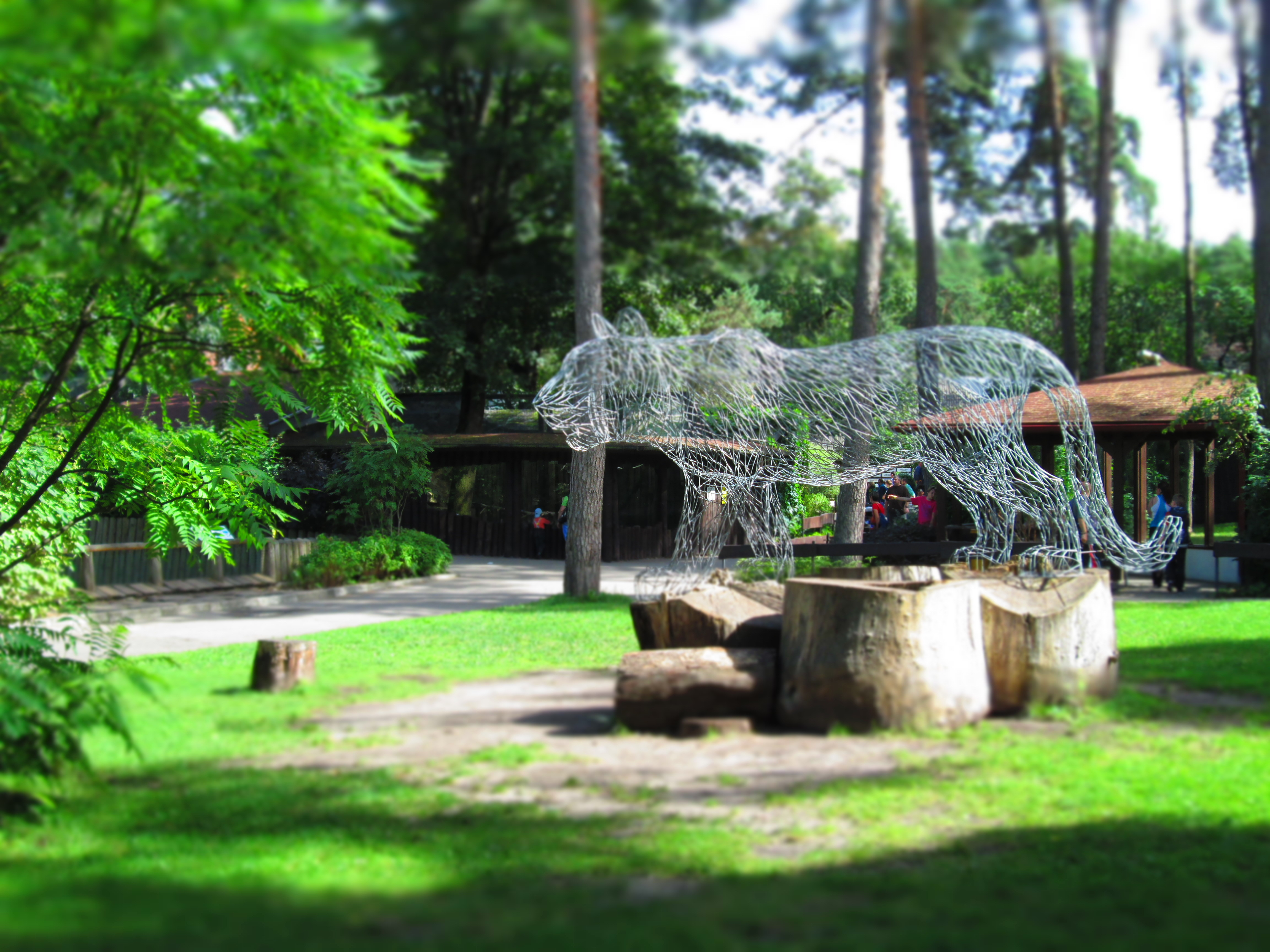
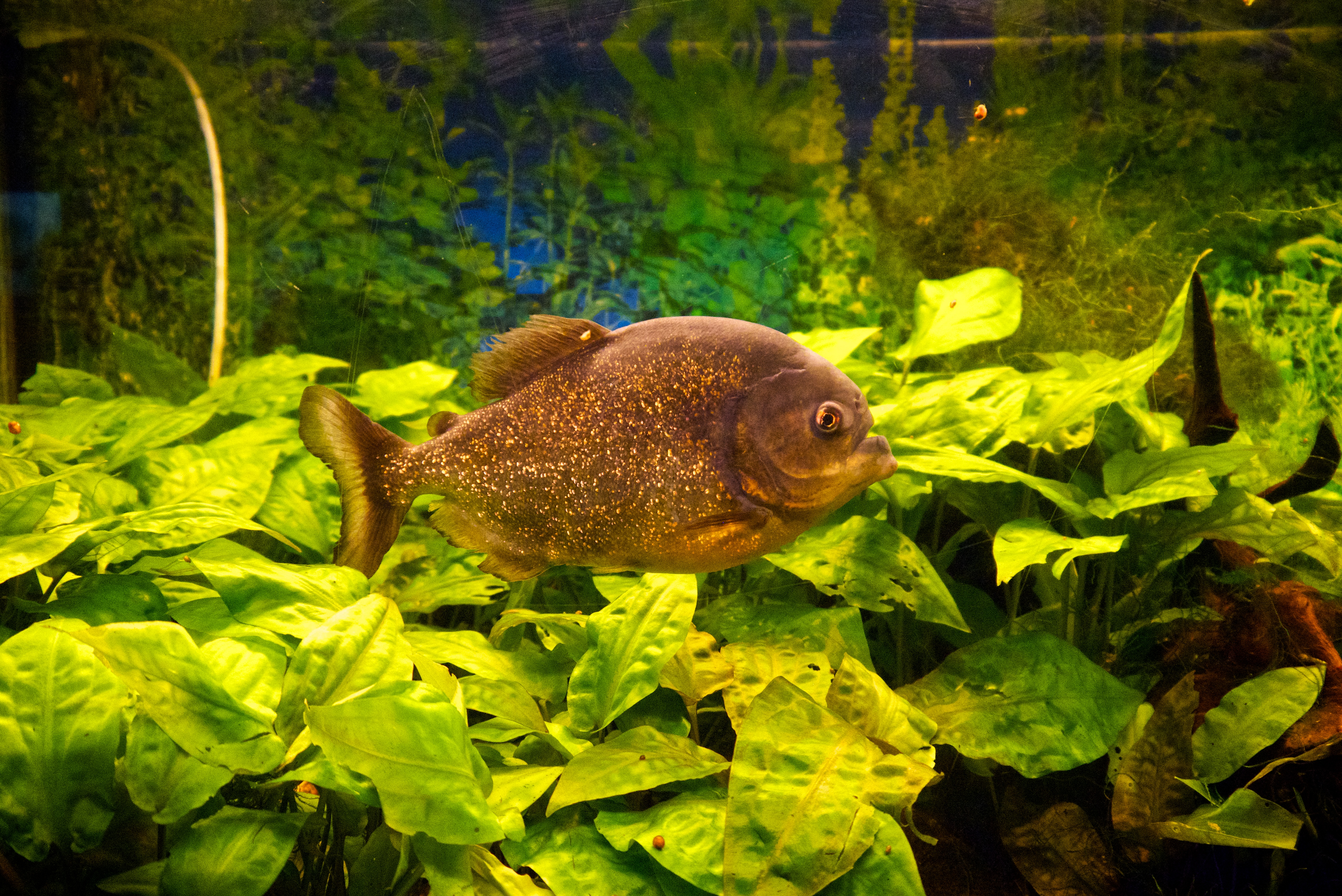
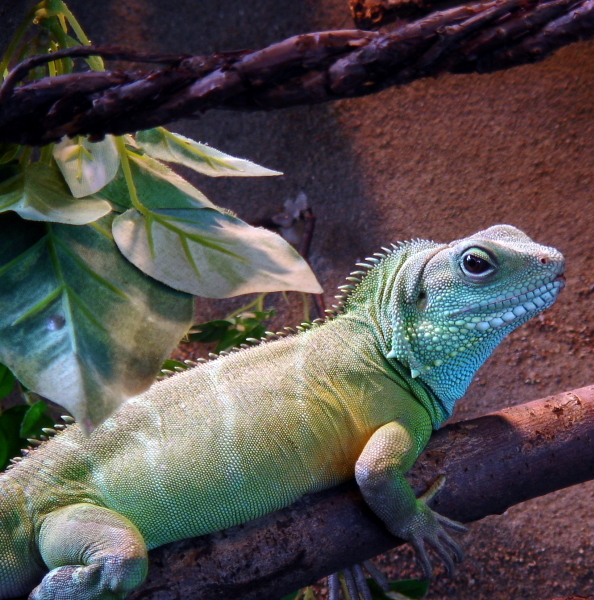
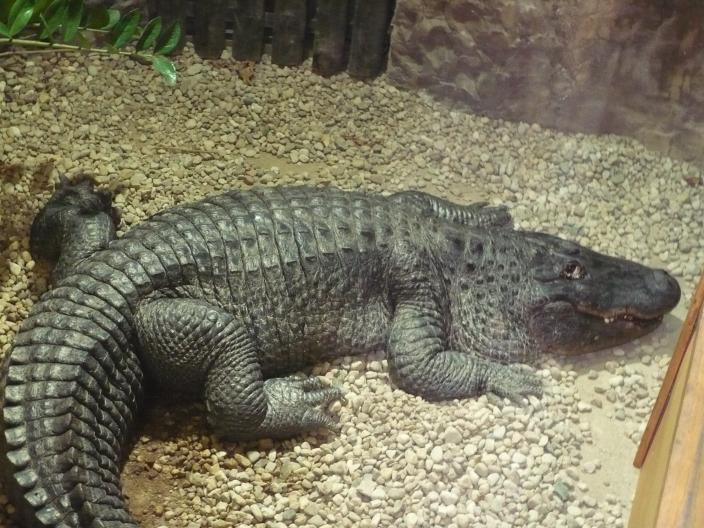
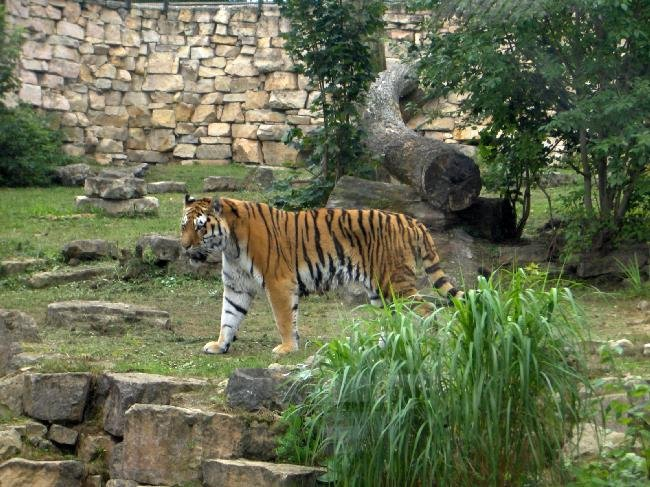

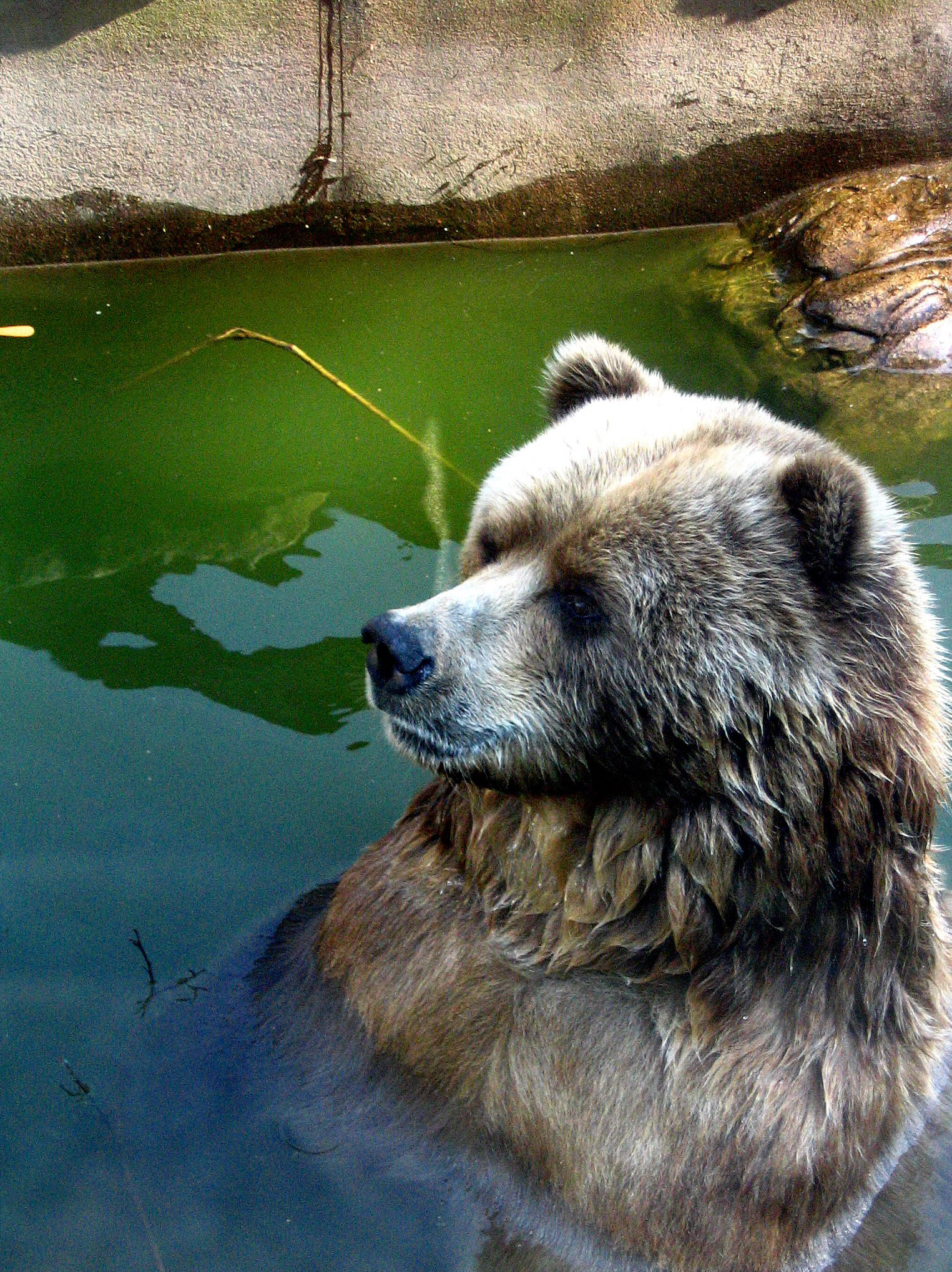
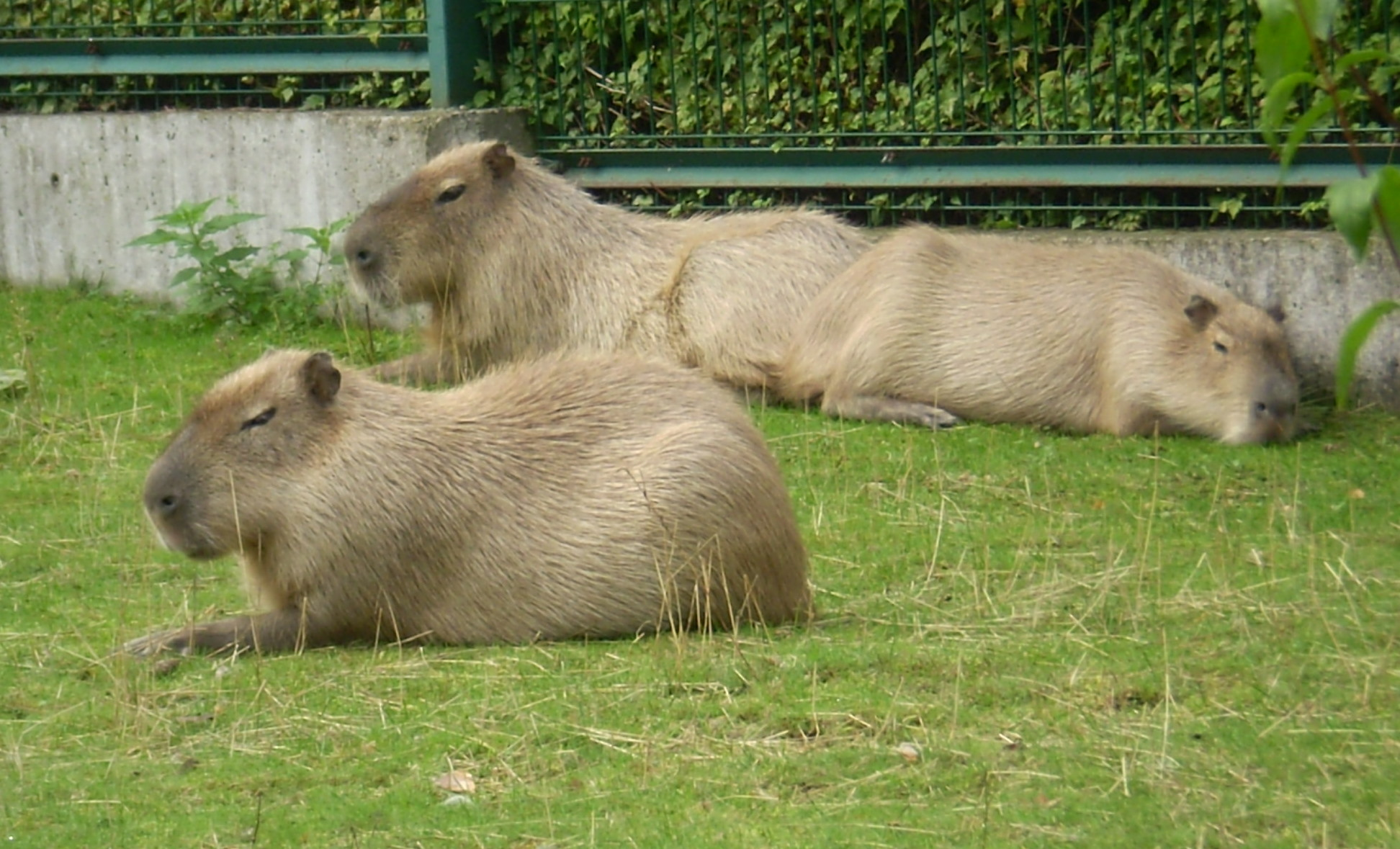
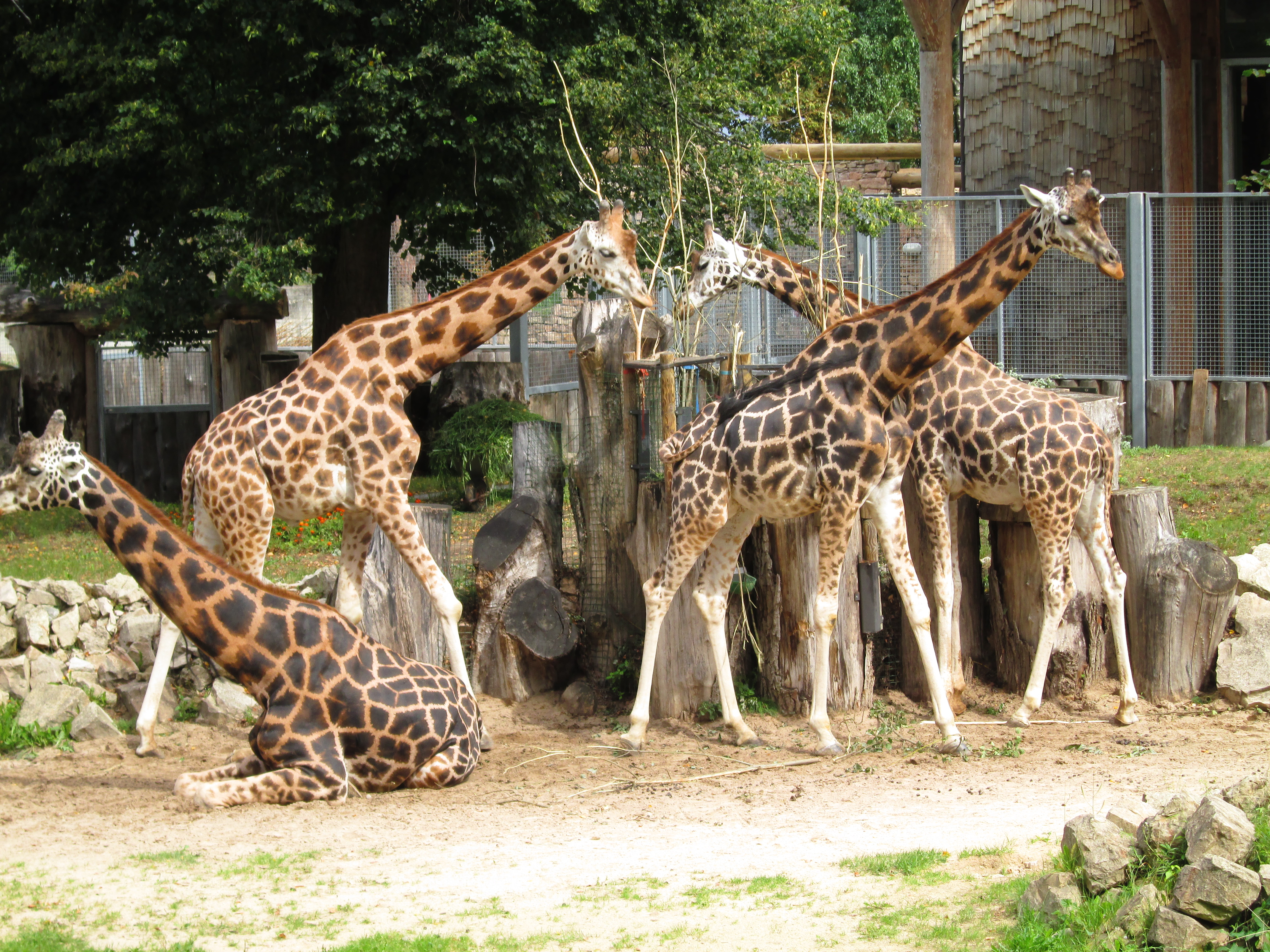
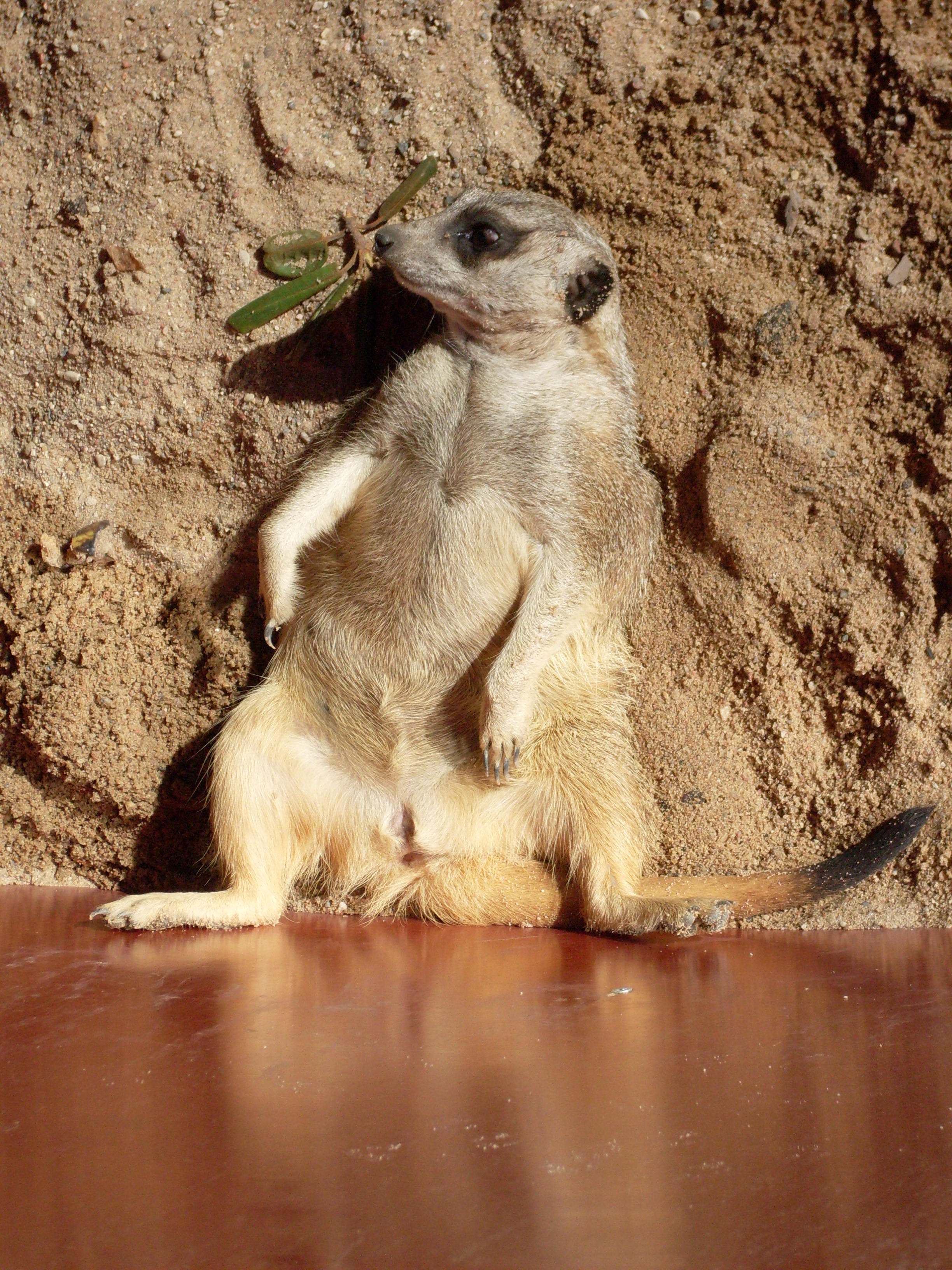
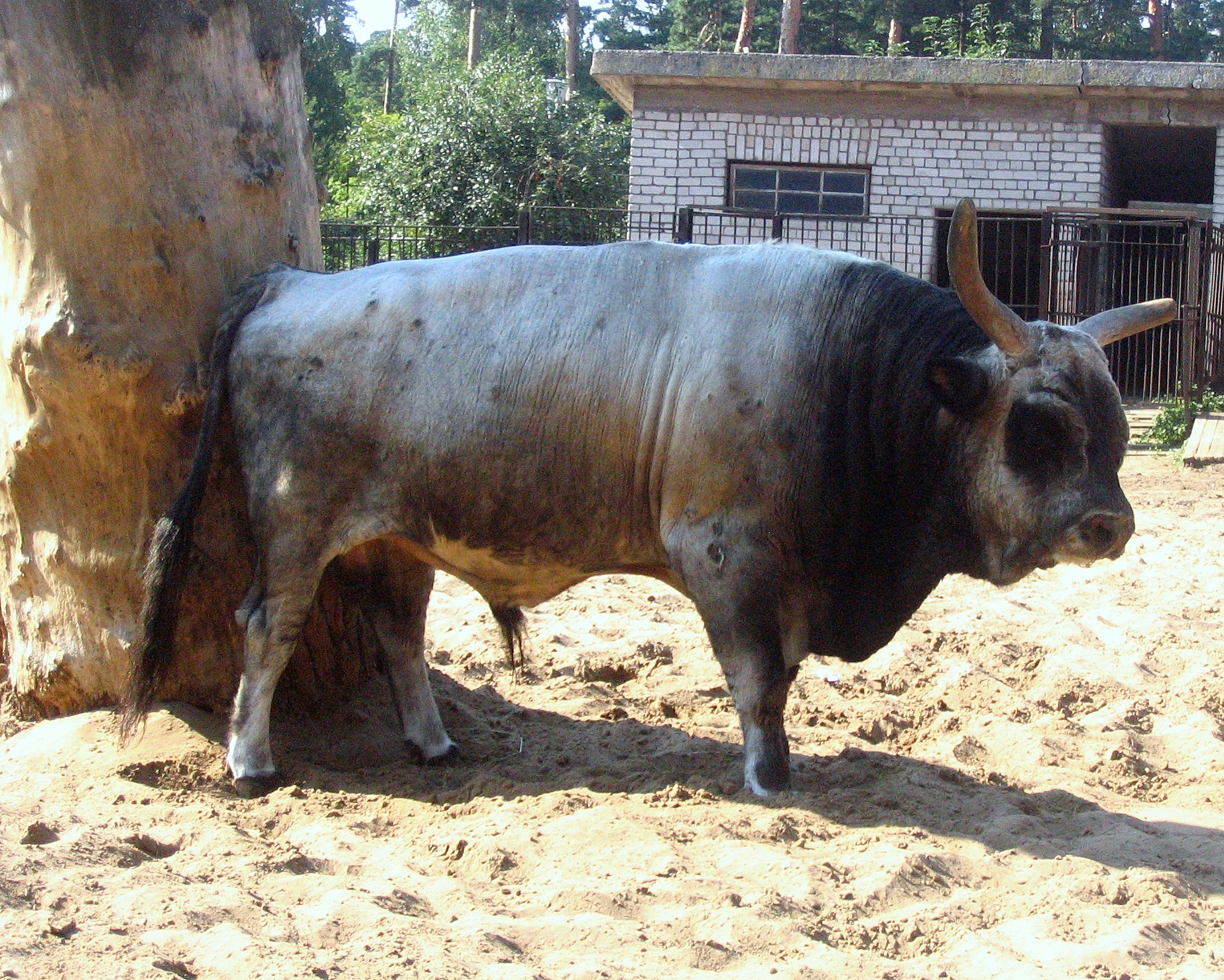

## Transports publics
- Bus: 9
- Tramway : 11